# Нидерландско-турецкие отношения
Нидерландско-турецкие отношения — двусторонние дипломатические отношения между Нидерландами и Турцией. Страны являются членами Совета Европы, НАТО, Организации экономического сотрудничества и развития (ОЭСР), Организации по безопасности и сотрудничеству в Европе (ОБСЕ), Всемирной торговой организации (ВТО) и Союза для Средиземноморья. Нидерланды являются членом Европейского союза, а Турция — кандидатом на вступление в эту организацию.

## История
До того момента, как у голландцев появились собственные консулы в Леванте, они торговали с османами по условиям капитуляции Османской империи в 1569 году, а в 1611 году направили Корнелиуса Хага на должность консула в Стамбул. Генеральные штаты назначали консула, после консультации с левантийскими купцами. Недостаточный уровень оплаты консулов подорвал потенциально возможный успех отношений между консулом и торговым сообществом. Торговцы просили перейти на венецианскую фиксированную выплату заработной платы, но Генеральные штаты пошли против их воли и попытались найти другие источники дохода. Несмотря на внутреннюю нестабильность в Нидерландах, у этой страны были хорошие отношения с османами, и в 1804 году султан Селим III (1789—1807) назначил первого постоянного представителя в Амстердаме.
В марте 2013 года во время государственного визита в Нидерланды премьер-министр Турции Реджеп Тайип Эрдоган раскритиковал передачу ребенка турецкого происхождения Юнуса приемным родителям-лесбиянкам. Заместитель премьер-министра Нидерландов Лодевейк Ассер счел вмешательство Турции «совершенно неуместным» и назвал его «самонадеянным», так как иностранная держава выражает мнение о политике патронатной опеки Нидерландов. Реджеп Тайип Эрдоган предложил, чтобы министерство по делам семьи Турции и министерство безопасности и юстиции Нидерландов провели переговоры по вопросам ухода за детьми турецкого происхождения, но премьер-министр Марк Рютте отклонил это предложение. Марк Рютте заявил, что размещение ребенка в приемной семье всегда происходит с сопоставлением происхождения ребенка с происхождением приемной семьи. В любом случае интересы ребенка превыше всего, и не делается никаких предпочтений на основе религии или сексуальной ориентации. Реджеп Тайип Эрдоган намеревался обратиться в Европейский суд по правам человека, чтобы воссоединить Юнуса с его биологическими родителями.
В марте 2017 года перед проведением в Турции конституционного референдума в Нидерландах были запланированы мероприятия с участием министров Турции с целью продвижения предложенных поправок к конституции страны. Правительство Нидерландов под руководством Марка Рютте запретило турецким министрам въезд в Нидерланды для участия в митингах, заявив: «Мы придерживаемся мнения, что голландские общественные места не являются местом для политических кампаний в других странах». Президент Турции Реджеп Тайип Эрдоган резко осудил это решение, назвав политику Нидерландов «пережитком нацизма». Предвыборная агитация за рубежом, даже в дипломатических представительствах, является незаконной по турецкому законодательству; тем не менее, большинство политических партий Турции, включая правящую Партию справедливости и развития, нарушили закон. 13 марта 2017 года заместитель премьер-министра Турции Нуман Куртулмуш объявил о приостановке дипломатических отношений на высоком уровне между странами и запретил послу Нидерландов вернуться в Анкару.
В 2019 году Нидерланды раскритиковали турецкую наступательную операцию «Источник мира» на северо-востоке Сирии. 10 октября 2019 года подавляющее большинство депутатов Нидерландов поддержали введение санкций против Турции.

## Государственные визиты
Визиты членов королевской семьи из Нидерландов в Турцию:
- Принц Виллем-Александр и принцесса Максима (2004);
- Королева Беатрикс (2007).

Государственные визиты из Турции в Нидерланды:
- Премьер-министр Реджеп Тайип Эрдоган (2004; 2013).

## Торговля
В 2008 году Нидерланды экспортировали в Турцию товаров на сумму почти 4 миллиарда евро, увеличившись вдвое по сравнению с 2 000 годом. В том же году Турция экспортировала в Нидерланды товаров на сумму 1,6 миллиарда евро, из которых 32 % — одежда. 
Турция — популярное место отдыха у нидерландских туристов. В 2009 году эту страну посетили более 1,1 миллиона туристов из Нидерландов. 
По состоянию на февраль 2011 года 1 894 нидерландских компании инвестировали в экономику Турции.
Турция осуществляет экспорт в Нидерланды продукции химической и пищевой промышленности.

## Дипломатические представительства
- Нидерланды имеют посольство в Анкаре[24] и генеральное консульство в Стамбуле[25].
- Турция содержит посольство в Гааге[26] и генеральное консульство в Роттердаме[27].